# Chersodromia hirta
Chersodromia hirta är en tvåvingeart som först beskrevs av Walker 1835.  Chersodromia hirta ingår i släktet Chersodromia och familjen puckeldansflugor. Arten har ej påträffats i Sverige. Inga underarter finns listade i Catalogue of Life.